# سیارک ۸۰۵۷
سیارک ۸۰۵۷ (به انگلیسی: 8057 Hofmannsthal، نامگذاری:4034T-1) هشت هزار و پنجاه و هفتمین سیارک کشف شده‌است که در ۲۶ مارس ۱۹۷۱ کشف شد.
قدر مطلق سیارک برابر ۱۲٫۴۰ است.